# أندريا أورلاندي
أندريا أورلاندي (بالإسبانية: Andrea Orlandi) (3 أغسطس 1984 برشلونة إسبانيا - ) هو لاعب كرة قدم إسباني.

## وصلات خارجية
أندريا أورلاندي على موقع قاعدة بيانات كرة القدم.إي يو (الإنجليزية)
- أندريا أورلاندي على موقع Soccerbase.com (لاعب) (الإنجليزية)
- أندريا أورلاندي على موقع Soccerway.com (الإنجليزية)
- أندريا أورلاندي على موقع عالم كرة القدم.نت (الإنجليزية)
- أندريا أورلاندي على موقع AS.com (الإسبانية)